# Schweizer Cup (Fussball, Männer) 2016/17
Der 92. Schweizer Cup (Helvetia Schweizer Cup) wurde vom 10. August 2016 bis zum 25. Mai 2017 ausgetragen. Titelverteidiger war der FC Zürich, der im Viertelfinal am FC Basel scheiterte. Im Final konnte sich der FC Basel mit einem 3:0 gegen den FC Sion den zwölften Titel sichern.

## Modus
Es wurden sechs Runden (1/32-, 1/16-, 1/8-, 1/4- und 1/2-Final, Final) gespielt.
Neun Vereine aus der Super League und sämtliche zehn Mannschaften der Challenge League waren direkt für den Schweizer Cup qualifiziert. Zudem hatten sich in Vorqualifikationen und Regionalausscheidungen 22 Vereine aus der Ersten Liga (9 Vereine aus der Promotion League und 13 Vereine aus der 1. Liga), 9 Vereine aus der 2. Liga interregional und 14 Vereine aus Amateurligen qualifiziert.
Mannschaften aus dem Fürstentum Liechtenstein sind nicht teilnahmeberechtigt, da die Liechtensteiner Clubs zwar am Schweizer Meisterschaftsbetrieb teilnehmen, aber im eigenständigen Liechtensteiner Cup starten. Dies betraf auch den Super-League-Club FC Vaduz. Sein Platz ging an die Erste Liga (Promotion League und 1. Liga). Zudem sind die U-21-Mannschaften aus der Promotion League nicht spielberechtigt, genauso wie sämtliche weiteren Reserve-Teams. Wenn ein Reserve-Team eine Regionalausscheidung gewonnen hat, bekommt die erste Mannschaft den Startplatz im Schweizer Cup zugesprochen, es sei denn, die erste Mannschaft sei schon für den Wettbewerb qualifiziert. Ist dies der Fall, erhält der Finalgegner der Regionalausscheidung den Startplatz.
Der Schweizer Cup wird im K.-o.-System ausgetragen. In der Regel wird jede Runde innert maximal drei Tagen gespielt. Die unterklassigen Mannschaften geniessen bis zur 3. Runde (Achtelfinals) das Heimrecht.
- 1. Runde (10. – 15. August 2016): 64 Teams, die Sieger waren für die 2. Runde qualifiziert.
- 2. Runde (16. – 18. September 2016): 32 Teams, die Sieger waren für die Achtelfinals qualifiziert.
- Achtelfinals (26. und 27. Oktober 2016): 16 Teams, die Sieger waren für die Viertelfinals qualifiziert.
- Viertelfinals (1. und 2. März 2017): 8 Teams, die Sieger waren für die Halbfinals qualifiziert.
- Halbfinals (5. April 2017): 4 Teams, die Sieger qualifizierten sich für den Final.
- Final (25. Mai 2017) im Stade de Genève in Lancy[3]: Der Sieger gewann den 92. Schweizer Cup.[4]

Der Cupsieger erhielt das Startrecht in der Gruppenphase zur UEFA Europa League 2017/18. Wäre der Cupsieger bereits über die Super League für die UEFA Champions League oder deren Qualifikationsrunden qualifiziert gewesen, so wäre der Dritte der Super-League-Abschlusstabelle von der Qualifikation in die Gruppenphase gerückt und hätte der Fünfte als zusätzlicher Teilnehmer den freien Platz in der Qualifikation erhalten.

## Teilnehmende Mannschaften
Am Schweizer Cup nahmen insgesamt 64 Mannschaften teil.
| Super League 9 Vereine der Saison 2016/17 | Challenge League die 10 Vereine der Saison 2016/17 | Promotion League 9 Vereine der Saison 2016/17 | 1. Liga 13 Vereine der Saison 2016/17 | 2. Liga interregional 9 Vereine der Saison 2016/17 | tiefere Spielklassen 14 Vereine der Saison 2016/17 |
| FC Basel (BS) Grasshopper Zürich (ZH) FC Lausanne-Sport (VD) FC Lugano (TI) FC Luzern (LU) FC Sion (VS) FC St. Gallen (SG) FC Thun (BE) BSC Young Boys (BE) | FC Aarau (AG) FC Chiasso (TI) Servette FC Genève (GE) FC Le Mont LS (VD) Neuchâtel Xamax FCS (NE) FC Schaffhausen (SH) FC Wil (SG) FC Winterthur (ZH) FC Wohlen (AG) FC Zürich (ZH) | FC Breitenrain (BE) SC Brühl St. Gallen (SG) SC Cham (ZG) FC Köniz (BE) SC Kriens (LU) FC La Chaux-de-Fonds (NE) BSC Old Boys (BS) FC Rapperswil-Jona (SG) FC Tuggen (SZ) | FC Azzurri 90 LS (VD) AC Bellinzona (TI) FC Black Stars (BS) Lancy FC (GE) FC La Sarraz-Eclépens (VD) FC Oberwallis Naters (VS) FC Münsingen (BE) FC Seefeld Zürich (ZH) FC Seuzach (ZH) FC Red Star Zürich (ZH) FC Stade Lausanne-Ouchy (VD) Yverdon-Sport FC (VD) Zug 94 (ZG) | SC Binningen (BL) FC Conthey (VS) FC Dulliken (SO) FC Genolier-Begnins (VD) FC Iliria (SO) Meyrin FC (GE) FC Moutier (BE) FC Ticino (NE) FC Uzwil (SG) | 2. Liga regional US Arbedo (TI) FC Bazenheid (SG) FC Bubendorf (BL) FC Donneloye (VD) FC Grenchen 15 (SO) FC Gunzwil (LU) FC Klingnau (AG) AS Calcio Kreuzlingen (TG) CS Romontois (FR) SC Veltheim (ZH) FC Vernier (GE) FC Wabern (BE) FC Zollbrück (BE) 3. Liga SV Rümlang (ZH) |

## 1. Runde
In der ersten Runde können die Mannschaften aus der Super League und der Challenge League gemäss Reglement nicht aufeinandertreffen. Die Mannschaft aus der niedrigeren Liga erhält den Heimvorteil, bei zwei Mannschaften aus der gleichen Liga bekommt ihn die erstgezogene.
| Datum                      |                                | Ergebnis   |                               |
| -------------------------- | ------------------------------ | ---------- | ----------------------------- |
| 10. August 2016, 20:00 Uhr | FC Bubendorf (2. L)            | 1:2 (1:0)  | Zug 94 (1. L)                 |
| 13. August 2016, 15:30 Uhr | FC Wabern (2. L)               | 0:5 (0:3)  | SC Brühl St. Gallen (PL)      |
| 13. August 2016, 16:00 Uhr | SC Binningen (2. LI)           | 2:1 (0:0)  | FC Münsingen (1. L)           |
| 13. August 2016, 16:00 Uhr | FC Seefeld Zürich (1. L)       | 1:2 (1:2)  | FC Köniz (PL)                 |
| 13. August 2016, 17:00 Uhr | FC Gunzwil (2. L)              | 2:0 (1:0)  | FC Vernier (2. L)             |
| 13. August 2016, 17:00 Uhr | FC Ticino (2. LI)              | 4:0 (1:0)  | FC Uzwil (2. LI)              |
| 13. August 2016, 17:00 Uhr | FC Grenchen 15 (2. L)          | 0:2 (0:0)  | FC Iliria (2. LI)             |
| 13. August 2016, 17:00 Uhr | SV Rümlang (3. L)              | 2:5 (0:2)  | FC Seuzach (1. L)             |
| 13. August 2016, 17:00 Uhr | FC Oberwallis Naters (1. L)    | 1:4 (0:2)  | FC Luzern (RSL)               |
| 13. August 2016, 17:30 Uhr | Meyrin FC (2. LI)              | 1:3 (0:3)  | FC Wohlen (BCL)               |
| 13. August 2016, 17:30 Uhr | Yverdon-Sport FC (1. L)        | 1:4 (1:2)  | FC Winterthur (BCL)           |
| 13. August 2016, 17:45 Uhr | SC Romontois (2. LI)           | 1:6 (0:3)  | FC Sion (RSL)                 |
| 13. August 2016, 18:00 Uhr | FC Klingnau (2. L)             | 0:6 (0:3)  | FC Tuggen (PL)                |
| 13. August 2016, 18:00 Uhr | FC Conthey (2. LI)             | 1:4 (0:2)  | AC Bellinzona (1. L)          |
| 13. August 2016, 18:00 Uhr | SC Veltheim (2. L)             | 0:6 (0:2)  | BSC Young Boys (RSL)          |
| 13. August 2016, 19:30 Uhr | FC Moutier (2. LI)             | 0:3 (0:2)  | FC Lugano (RSL)               |
| 13. August 2016, 20:00 Uhr | FC La Chaux-de-Fonds (PL)      | 0:2 (0:2)  | FC Zürich (BCL)               |
| 13. August 2016, 20:00 Uhr | US Arbedo (2. L)               | 0:5 (0:1)  | Neuchâtel Xamax FCS (BCL)     |
| 14. August 2016, 14:00 Uhr | FC Dulliken (2. LI)            | 0:3 (0:2)  | FC Chiasso (BCL)              |
| 14. August 2016, 15:00 Uhr | FC Zollbrück (2. L)            | 0:5 (0:2)  | FC Aarau (BCL)                |
| 14. August 2016, 15:00 Uhr | FC Breitenrain (PL)            | 3:1 (1:1)  | Servette FC Genève (BCL)      |
| 14. August 2016, 15:00 Uhr | BSC Old Boys (PL)              | 0:2 n. V.  | Grasshopper Club Zürich (RSL) |
| 14. August 2016, 15:00 Uhr | FC Donneloye (2. L)            | 0:14 (0:9) | FC Le Mont LS (BCL)           |
| 14. August 2016, 15:30 Uhr | AS Calcio Kreuzlingen (2. L)   | 1:0 (1:0)  | SC Cham (PL)                  |
| 14. August 2016, 15:30 Uhr | FC Genolier-Begnins (2. LI)    | 1:3 (0:0)  | FC Azzurri 90 LS (1. L)       |
| 14. August 2016, 15:30 Uhr | FC Rapperswil-Jona (PL)        | 0:1 (0:0)  | FC Basel (RSL)                |
| 14. August 2016, 15:30 Uhr | FC La Sarraz-Eclépens (1. L)   | 0:3 (0:1)  | FC Schaffhausen (BCL)         |
| 14. August 2016, 15:30 Uhr | Lancy FC (1. L)                | 1:2 (0:1)  | FC Lausanne-Sport (RSL)       |
| 14. August 2016, 16:00 Uhr | FC Bazenheid (2. L)            | 2:1 (0:0)  | FC Red Star Zürich (1. L)     |
| 14. August 2016, 16:00 Uhr | FC Stade Lausanne-Ouchy (1. L) | 4:2 (2:0)  | FC Wil (BCL)                  |
| 14. August 2016, 17:00 Uhr | SC Kriens (PL)                 | 2:1 (1:0)  | FC Thun (RSL)                 |
| 15. August 2016, 19:30 Uhr | FC Black Stars Basel (1. L)    | 2:3 (1:1)  | FC St. Gallen (RSL)           |

## 2. Runde
In der zweiten Runde können die Mannschaften aus der Super League nicht aufeinandertreffen. Die Mannschaft aus der niedrigeren Liga erhält den Heimvorteil, bei zwei Mannschaften aus der gleichen Liga bekommt ihn die erstgezogene. Die Auslosung fand am 16. August 2016 im Haus des Fussballs in Muri bei Bern statt.
| Datum                         |                                | Ergebnis                         |                               |
| ----------------------------- | ------------------------------ | -------------------------------- | ----------------------------- |
| 16. September 2016, 19:00 Uhr | FC Köniz (PL)                  | 3:1 (2:1)                        | FC Lausanne-Sport (RSL)       |
| 16. September 2016, 19:30 Uhr | FC Breitenrain (PL)            | 0:1 (0:1)                        | FC Aarau (BCL)                |
| 17. September 2016, 14:30 Uhr | FC Chiasso (BCL)               | 1:0 (1:0)                        | FC Wohlen (BCL)               |
| 17. September 2016, 16:00 Uhr | FC Stade Lausanne-Ouchy (1. L) | 0:3 (0:1)                        | FC Winterthur (BCL)           |
| 17. September 2016, 16:00 Uhr | SC Binningen (2. LI)           | 1:2 (1:0)                        | SC Brühl (PL)                 |
| 17. September 2016, 16:00 Uhr | FC Gunzwil (2. L)              | 1:4 (1:3)                        | FC Lugano (RSL)               |
| 17. September 2016, 16:30 Uhr | AS Calcio Kreuzlingen (2. L)   | 1:1 n. V. (1:1, 0:1) (6:7 i. E.) | FC Tuggen (PL)                |
| 17. September 2016, 17:00 Uhr | FC Azzurri 90 LS (1. L)        | 2:3 (0:3)                        | SC Kriens (PL)                |
| 17. September 2016, 17:00 Uhr | FC Ticino (2. LI)              | 0:3 (0:0)                        | FC Luzern (RSL)               |
| 17. September 2016, 18:00 Uhr | FC Seuzach (1. L)              | 1:4 (0:1)                        | Grasshopper Club Zürich (RSL) |
| 17. September 2016, 19:00 Uhr | FC Le Mont LS (BCL)            | 0:1 (0:0)                        | FC St. Gallen (RSL)           |
| 18. September 2016, 15:00 Uhr | FC Bazenheid (2. L)            | 1:7 (0:1)                        | BSC Young Boys (RSL)          |
| 18. September 2016, 15:00 Uhr | FC Iliria (2. LI)              | 1:4 (0:1)                        | FC Schaffhausen (BCL)         |
| 18. September 2016, 15:30 Uhr | Zug 94 (1. L)                  | 0:1 (0:1)                        | FC Basel (RSL)                |
| 18. September 2016, 16:00 Uhr | AC Bellinzona (1. L)           | 0:2 (0:1)                        | FC Zürich (BCL)               |
| 18. September 2016, 16:00 Uhr | Neuchâtel Xamax (BCL)          | 3:4 (1:2)                        | FC Sion (RSL)                 |

## Achtelfinal
Im Achtelfinal werden die Partien ohne Bedingungen gezogen, d. h. jede Mannschaft kann auf jede andere Mannschaft treffen. Die Mannschaft aus der niedrigeren Liga erhält das Heimrecht, bei zwei Mannschaften aus der gleichen Liga bekommt es die erstgezogene. Die Spielpaarungen der Achtelfinals wurden am 18. September 2016 im Rahmen der Sendung «Sport non Stop» des TV-Senders RSI LA 2 ausgelost.
| Datum                       |                       | Ergebnis                         |                               |
| --------------------------- | --------------------- | -------------------------------- | ----------------------------- |
| 26. Oktober 2016, 19:30 Uhr | SC Kriens (PL)        | 5:3 n. V. (2:2, 1:1)             | SC Brühl (PL)                 |
| 26. Oktober 2016, 19:30 Uhr | FC Aarau (BCL)        | 2:0 (1:0)                        | FC Lugano (RSL)               |
| 26. Oktober 2016, 19:30 Uhr | FC Tuggen (PL)        | 1:4 (0:4)                        | FC Basel (RSL)                |
| 26. Oktober 2016, 20:15 Uhr | FC Winterthur (BCL)   | 2:1 (0:1)                        | FC Chiasso (BCL)              |
| 26. Oktober 2016, 20:30 Uhr | BSC Young Boys (RSL)  | 5:0 (2:0)                        | Grasshopper Club Zürich (RSL) |
| 27. Oktober 2016, 19:30 Uhr | FC Köniz (PL)         | 1:1 n. V. (1:1, 0:0) (4:5 i. E.) | FC Luzern (RSL)               |
| 27. Oktober 2016, 20:15 Uhr | FC Zürich (BCL)       | 2:1 (1:0)                        | FC St. Gallen (RSL)           |
| 2. November 2016, 19:00 Uhr | FC Schaffhausen (BCL) | 2:5 n. V. (1:1, 0:1)             | FC Sion (RSL)                 |

## Viertelfinal
Auch im Viertelfinal werden die Partien ohne Bedingungen gezogen, d. h. jede Mannschaft kann auf jede andere Mannschaft treffen. Heimrecht hat im Viertel- und im Halbfinal die erstgezogene Mannschaft. Die Spielpaarungen der Viertelfinals wurden am 6. November 2016 in der Sendung Sportpanorama auf SRF 2 durch die Schweizer Kunstturnerin Giulia Steingruber ausgelost.
| Datum                   |                      | Ergebnis              |                     |
| ----------------------- | -------------------- | --------------------- | ------------------- |
| 1. März 2017, 19:30 Uhr | BSC Young Boys (RSL) | 2:2 n. V. (3:5 i. E.) | FC Winterthur (BCL) |
| 1. März 2017, 20:30 Uhr | FC Aarau (BCL)       | 3:5 (2:3)             | FC Luzern (RSL)     |
| 2. März 2017, 19:00 Uhr | FC Sion (RSL)        | 5:1 (1:1)             | SC Kriens (PL)      |
| 2. März 2017, 20:30 Uhr | FC Basel (RSL)       | 3:1 (2:1)             | FC Zürich (BCL)     |

## Halbfinal
Die Spielpaarungen wurden am 2. März 2017, im Anschluss an den Cup-Viertelfinal zwischen dem FC Basel und dem FC Zürich, durch den ehemaligen Schweizer Fussballprofi Mario Eggimann ausgelost.
| Datum                    |                     | Ergebnis              |                 |
| ------------------------ | ------------------- | --------------------- | --------------- |
| 5. April 2017, 18:45 Uhr | FC Winterthur (BCL) | 1:3 (0:0)             | FC Basel (RSL)  |
| 5. April 2017, 20:45 Uhr | FC Sion (RSL)       | 0:0 n. V. (6:5 i. E.) | FC Luzern (RSL) |

## Final
Der Final fand am Donnerstag, 25. Mai 2017 (Auffahrt), im Stade de Genève statt.
| Paarung        | FC Basel – FC Sion |
| Ergebnis       | 3:0 (0:0) |
| Datum          | 25. Mai 2017 um 16:00 Uhr |
| Stadion        | Stade de Genève, Lancy |
| Zuschauer      | 26'500 |
| Schiedsrichter | Stephan Klossner |
| Tore           | 1:0 Matías Delgado (47.) 2:0 Adama Traoré (62.) 3:0 Michael Lang (89.) |
| FC Basel       | Tomáš Vaclík – Adama Traoré, Manuel Akanji, Marek Suchý, Michael Lang – Luca Zuffi (93. Alexander Fransson), Taulant Xhaka – Renato Steffen, Matías Delgado (81. Serey Dié), Mohamed Elyounoussi, Seydou Doumbia (88. Marc Janko) Cheftrainer: Urs Fischer                 |
| FC Sion        | Anton Mitrjuschkin – Pa Modou Jagne (63. Carlitos), Reto Ziegler, Elsad Zverotić, Nicolas Lüchinger – Joaquim Adão, Veroljub Salatić, Grégory Karlen (70. Geoffrey Bia) – Kévin Constant, Chadrac Akolo (79. Leo Itaperuna), Moussa Konaté Cheftrainer: Sébastien Fournier |

## Torschützenliste
In der nachfolgenden Tabelle sind die besten Torschützen des Schweizer Cups 2016/17 aufgeführt. Sie sind zunächst nach Anzahl ihrer Treffer, bei gleicher Torzahl alphabetisch sortiert.
| Pl. | Name                  | Team                    | Tore |
| --- | --------------------- | ----------------------- | ---- |
| 1.  | Anđelko Savić         | FC Le Mont-sur-Lausanne | 7    |
| 2.  | Moussa Konaté         | FC Sion                 | 6    |
| 2.  | Marco Schneuwly       | FC Luzern               | 6    |
| 4.  | Yūya Kubo             | BSC Young Boys          | 5    |
| 5.  | Michael Frey          | BSC Young Boys          | 4    |
| 5.  | Samel Šabanović       | SC Brühl St. Gallen     | 4    |
| 5.  | Geoffrey Tréand       | FC Aarau                | 4    |
| 8.  | Guilherme Afonso      | FC Azzurri LS 90        | 3    |
| 8.  | Chadrac Akolo         | FC Sion                 | 3    |
| 8.  | Geoffrey Bia          | FC Sion                 | 3    |
| 8.  | Jean-Paul Boëtius     | FC Basel                | 3    |
| 8.  | Roman Buess           | FC St. Gallen           | 3    |
| 8.  | Alessandro Ciarrocchi | FC Aarau                | 3    |
| 8.  | Romain Dessarzin      | FC Winterthur           | 3    |
| 8.  | Tobias Fumagalli      | SC Binningen            | 3    |
| 8.  | Tomi Juric            | FC Luzern               | 3    |
| 8.  | Michael Lang          | FC Basel                | 3    |
| 8.  | Andrés Ponce          | FC Lugano               | 3    |
| 8.  | Yoric Ravet           | BSC Young Boys          | 3    |
| 8.  | Alessandro Riedle     | SC Brühl St. Gallen     | 3    |
| 8.  | Carlos Silvio         | FC Winterthur           | 3    |
| 8.  | Skumbim Sulejmani     | FC Kriens               | 3    |
| 8.  | Manuel Sutter         | FC Winterthur           | 3    |